# Sainte-Austreberthe (Pas-de-Calais)
Sainte-Austreberthe é uma comuna francesa na região administrativa de Altos da França, no departamento de Pas-de-Calais. Estende-se por uma área de 3,71 km². Em 2010 a comuna tinha 402 habitantes (densidade: 108,4 hab./km²).